# Naringinaza
Naringinaza je odgorčavajući enzim koji se koristi u industrijskoj produkciji citrusnih đuseva. Ovaj enzim razlaže jedinjenje naringin koje daje cirusnom soku gorak ukus. On je multienzimski kompleks koji poseduje alfa-L-ramnozidazne i beta glukozidazne aktivne centere. E.C. broj (EC 3.2.1.40) naringinaze i ramnozidaze je isti. Ramnozidaza prvo razlaže naringin u prunin i ramnozu. Zatim glukozidaza razlaže prunin u glukozu i naringenin, bezukusni flavanon koje je takođe prisutan u raznim citrusima.
Ram gen je redak; i prisutan je kod veoma malog broja mikroorganizama, kao što su neke Bacillus vrste. On se uglavnom javlja kod Aspergillus roda, ali je produkcija naringinaze iz gljiva problematična jer je njihov rast znatno sporiji od bakterija.